# Денисова, Дарья Андреевна
Дарья Андреевна Денисова — украинская художница-живописец, иллюстратор книг для детей и взрослых, заслуженный член Национального союза художников Украины.

## Биография
Родилась 19 июля 1989 в семье творческих людей. Отец, Денисов Андрей Вадимович, художник — монументалист, а мать, Денисова Светлана Викторовна, архитектор по профессии, которая сейчас руководит детской арт-студией, с детства привили Дарье стремление к творчеству и развили художественные способности. В 15 лет стала студенткой специализированного лицея искусств при художественной академии, а в 22 года с красным дипломом закончила Харьковскую государственную академию дизайна и искусств.
С 2015 стала членом молодёжного союза художников Украини.

## Образование
- 2004—2006: Специализированный лицей искусств при художественной академии.
- 2006—2012: Харьковская государственная академия дизайна и искусств.
- С 2015 является членом молодёжного сообщества художников при Национальном союзе художников Украины.

## Творчество
Картины художницы выставляются на выставках, в галереях и частных коллекциях Украины, России, Европы, США, Индии и Израиля.
Частые гости в творчестве Дарьи — коты.
Свой стиль Дарья называет «Счастливая живопись» (или «Хеппи арт» от англ. «Happy Art» — искусство счастья, или счастливое искусство), а на создание произведений Дарью вдохновляют дальние путешествия и семейный круг. С самого детства художница экспериментировала с разными техниками и стилями, даже принимала участие в росписи православного храма. Вместе с мужем Дарья посетила такие страны, как США, Испания, Камбоджа, Таиланд, Индия, Шри-Ланка, Черногория, Сербия, Босния и Герцеговина, и другие. Каждое путешествие вдохновило на создание новых коллекций картин, которые художница регулярно представляет публике как на Украине, так и за её пределами.

## Экспозиции
2013
- Участие в выставке «необыЧАЙно» в областном центре культуры и искусства
- Персональная выставка живописи «Счастье» в выставочном центре «Бузок»
- Участие во Всеукраинской «Рождественской выставке» в Доме художника

2014
- Участие во Всеукраинской выставке в Киеве, посвящённой 200-летию со дня рождения Т. Г . Шевченко
- Участие в арт-проекте «Материнство» в галерее «Искусство Слобожанщины» областного центра культуры и искусства
- Персональная выставка живописи «Счастье в котах» в галерее художественной академии дизайна и искусств
- Персональная выставка живописи «Кофе с котом» в итальянской кофейне Бариста
- Участие в выставке, посвящённой Репину в Доме Художника
- Участие в экспозиции всеукраинского проекта «С любовью к Украине» в областном центре культуры и искусства
- Участие в республиканской выставке в Доме Художника в Киеве ко Всеукраинскому Дню художника
- Участие в областной выставке в Доме Художника в Харькове ко Всеукраинскому Дню художника
- Участие в Благотворительной акции «Окно в мир»

2015
- Персональная выставка работ, написанных в Индии и Черногории «With love from…» в выставочном центре «Бузок»
- Участие в областной «анималистической выставке» в Доме Художника в Харькове
- Персональная экспозиция в ТРЦ «Караван» (Харьков)
- Участие в областной выставке «Ню» в Доме Художника в Харькове
- Участие в республиканской выставке в Доме Художника в Харькове ко Всеукраинскому Дню художника
- Персональная выставка живописи в галерее «Palladium» в Харькове
- Персональная выставка «Ярмарка Счастья» в выставочном центре «Бузок»
- Участие во Всеукраинской «Рождественской выставке» в Доме художника в Киеве
- Участие в республиканской «Рождественской выставке» в Доме художника в Харькове
- Персональная выставка «Рождественская ярмарка» в выставочном центре «Бузок»

2016
- Персональная выставка «День Святого Валентина» в выставочном центре «Бузок»
- Персональная экспозиция картин ко дню 8 марта в ТРЦ «Караван»
- Участие в выставке «par ZACo fine Arts» в Брюсселе
- Участие в республиканской выставке в Харьковском Доме Художника, посвящённой 25-летию Дня Независимости
- Участие в республиканской выставке в Киевском Доме Художника, посвящённой 25-летию Дня Независимости
- Персональная выставка «Любимая Семья» в выставочном центре «Бузок»
- Персональная выставка «Новогодние Чудеса» в выставочном центре «Бузок»